# Real-time marketing
Real-time marketing (pol. marketing czasu rzeczywistego) – strategia marketingowa opierająca się na nawiązywaniu w prowadzonych kampaniach do bieżących wydarzeń. Działania real-time marketingowe (RTM) podejmowane są często przy użyciu Internetu, a w szczególności mediów społecznościowych, takich jak Facebook, Instagram i Twitter. Serwisy społecznościowe umożliwiają marketingowcom wejście w interakcję z odbiorcami, co jest istotnym elementem RTM.
RTM prowadzony może być zarówno na podstawie zdarzeń przewidywalne (np. święta lub wydarzenia sportowe), jak i zdarzeń losowych (np. wyjątkowo deszczowe lato). W drugim przypadku działania przedsiębiorstwa mogą zostać rozpowszechnione przez użytkowników w ramach pewnego internetowego trendu. W związku z tym, przy planowaniu RTM przydatne mogą być narzędzia związane z marketingiem wirusowym, m.in. hasztagi.
Marketing w czasie rzeczywistym jest w dużym stopniu zależny od social listeningu, ponieważ dzięki śledzeniu trendów społecznościowych, hashtagów i konwersacji marki mogą znaleźć odpowiednie wydarzenia w czasie rzeczywistym, do których można się przyłączyć i nawiązać z nimi kontakt. 
Kluczowymi komponentami kampanii, które powinny zostać przemyślane podczas planowania RTM, są:
- Wyzwalacz – jaka informacja ma szansę zostać podstawą kampanii?
- Odbiorcy – kto należy do grupy docelowej?
- Metody – jakie środki przekazu i narzędzia zostaną wykorzystane w kampanii? (Np. materiały audiowizualne, hasztagi) Jaki będzie kanał komunikowania? (np. wybrane media społecznościowe, e-mail).
- Cel – jaki jest cel kampanii? (Np. zwiększenie u odbiorców świadomości marki).

## Przykłady
- Podczas Mistrzostw świata w piłce nożnej Luis Suarez ugryzł zawodnika drużyny przeciwnej, Włocha. Zareagowała na to marka Snickers, która opublikowała kreację z tekstem "More satisfying than Italian"[1].
- Bloger Jakub Biel otrzymał od Biedronki wezwanie do usunięcia mema z internetu. W odpowiedzi nagrał film na YouTube, który wywołał Efekt Streisand i sprawa satyrycznej grafiki nabrała rozgłosu[2]. Wykorzystała to konkurencyjna marka Lidl i opublikowała grafikę sugerującą, że Jakub robi zakupy w niemieckiej sieci[3].